# D-2
D-2 è il secondo mixtape del rapper sudcoreano Agust D, meglio noto come Suga, pubblicato il 22 maggio 2020.

## Composizione
D-2 è la prima opera solista di Agust D dopo il suo mixtape omonimo del 2016. La scrittura è iniziata subito dopo la pubblicazione del mixtape precedente, con la creazione dei primi beat, e la settima traccia, People, è stata completata a ottobre 2016; ha iniziato a prendere maggior forma nel 2018, quando il rapper ha risolto il sentimento di rabbia che permeava Agust D, dichiarando che "mi sono reso conto che non potevo più incanalare l'energia creativa solo attraverso quel tipo di emozioni". Nello scrivere D-2, ha ascoltato il mixtape precedente e ha fatto sì che le tracce contrastassero con quelle dell'opera passata, a proposito della quale ha dichiarato di "aver esagerato" e di non poter più rappare come allora. Otto pezzi sono stati completati tra luglio e settembre 2019 con l'intento di pubblicare il mixtape durante quest'ultimo mese, ma i preparativi per Map of the Soul: 7 dei BTS gli hanno fatto mettere in pausa il progetto. D-2 è stato finalizzato nel 2020 con la registrazione di Daechwita a marzo e Interlude: Set Me Free due settimane prima dell'uscita.
Nonostante all'inizio di maggio il rapper avesse dichiarato che il nuovo mixtape era ancora incompleto e che non avrebbe pubblicato niente nel breve periodo, le foto criptiche di un conto alla rovescia caricate sui profili social della Big Hit Entertainment a partire dal 17 del mese hanno generato continue speculazioni tra i fan su un suo possibile ritorno, specialmente quando l'immagine del profilo dell'artista su Apple Music è stata aggiornata improvvisamente il 21 maggio con una foto inedita. Per volontà del rapper, D-2 è stato pubblicato a sorpresa due giorni prima della scadenza prevista del conto alla rovescia, il 22 maggio 2020.
Il 4 marzo 2023 il mixtape è diventato disponibile sui siti di streaming coreani come Melon e Flo; in precedenza era accessibile dalla Corea del Sud soltanto tramite Spotify.

## Descrizione
Nel disco, le cui 10 tracce spaziano per diversi generi tra cui hip hop, trap, rock, pop e R&B, spesso utilizzati contemporaneamente all'interno dello stesso pezzo, il rapper riflette su diverse tematiche, dai rapporti perduti con gli amici all'ascesa verso la fama, dalla corruzione della società alla sua esperienza nell'industria musicale fino alla paura del futuro, condividendo il suo punto di vista sullo status raggiunto e la sua percezione del mondo, e girando alcune domande sulla società agli ascoltatori affinché ne trovino la risposta.
L'apripista Daechwita deve il suo titolo all'omonimo stile di musica militare suonato durante le apparizioni del sovrano. Il brano inizia con il vocalizzo della frase "Myeonggeumilha Daechwita" (명금일하 대취타?; "Suonate il gong una volta e iniziate la Daechwita"), campionato da una registrazione eseguita nel 1984 dall'unico praticante moderno dell'antico stile musicale, Chung Jae-kuk, e scelta dal rapper tra diverse versioni per la sua solennità. Daechwita contiene riferimenti testuali e musicali alla tradizione coreana, rimandando al pansori e alle percussioni kkwaenggwari, e citando il despota Gwanghae. Riecheggia inoltre i temi affrontati in due canzoni dei BTS, Interlude: Shadow e No More Dream, sul desiderio di ricchezza, le sue trappole e la repulsione per ciò che produce. Rolling Stone India l'ha descritto come "un inno alla vittoria e all'orgoglio" in cui Agust D parla del suo successo globale come artista e si paragona ad una tigre, animale storicamente simbolo della Corea. Il suo video musicale, caricato in contemporanea all'uscita di D-2, fonde un'ambientazione storica ad elementi moderni, e racconta la lotta tra due alter ego del rapper: un re arrogante e spietato che colleziona le teste delle persone che fa decapitare, e il leader di un gruppo di ribelli che, condannato a morte, riesce a corrompere il boia e ad uccidere il sovrano con un colpo di pistola.
Tra le altre tracce, What Do You Think? si concentra sui traguardi che ha raggiunto nella sua carriera, rivolgendosi agli hater e a chi prova a sfruttarlo. Dieci giorni dopo l'uscita del mixtape, il pezzo è stato modificato per rimuovere il campionamento audio di un discorso pronunciato dal controverso predicatore James Warren Jones e ripubblicato. In Strange, che vede la collaborazione di RM dei BTS, Agust D esprime preoccupazione per alcune questioni sociali e la solitudine che può colpire chi ha opinioni diverse dagli altri, e condanna il capitalismo, mentre in Burn It con Max racconta la storia di un nuovo inizio. People, che si sviluppa su una melodia altalenante simile a quella di una marimba, capovolge l'idea di cosa sia ordinario e cosa straordinario in base alla prospettiva adottata, riflettendo sulla natura ciclica dell'esistenza e sull'inevitabilità del dolore, mentre Dear My Friend, che vede la partecipazione di Kim Jong-wan della rock band Nell, è indirizzata ad un amico di cui si ha nostalgia.

## Accoglienza
| Recensione | Giudizio |
| ---------- | -------- |
| AllMusic   |          |

D-2 è stato accolto positivamente dalla critica. Per Monica Yadav del sito Bollywood Hungama, "l'intero mixtape non ha tracce da saltare", superando l'autenticità e la "pura onestà" di Agust D, e "Daechwita si distingue come uno dei [suoi] migliori lavori musicali finora". Il pezzo ha ricevuto lodi per il risalto dato alla musica tradizionale e per l'utilizzo di strumenti coreani nella composizione. Sara Delgado di Teen Vogue ha descritto le dieci tracce come "riflessive e varie, stratificate con linee vocali serene e alcuni atterramenti incendiari distintivi che sono la specialità di Yoongi. La sensibilità grezza e la brutale onestà che finora hanno caratterizzato il suo lavoro risplendono ancora più in questo progetto, che prende una posizione impudente ma umile. Con un realismo unicamente coinvolgente e un lirismo strutturato, l'artista mostra anche diversi stili musicali mentre passa dal canto al rap". Recensendo per Rolling Stone India, Riddhi Chakraborty ha scritto che "il mixtape Agust D era sull'artista che capiva perché avesse in primo luogo iniziato il percorso di idol, mentre D-2 è più sul ricordare perché avesse sguinzagliato Agust D. È una rivisitazione all'interno di una rivisitazione, un processo di apprendimento dal vecchio e modellamento del nuovo". Neil Z. Yeung di AllMusic ha lodato i progressi nel sound e nei contenuti dei testi, ritenendo che sembrasse più un album completo che un mixtape.

## Tracce
1. Moonlight (저 달?, Jeo dalLR; lett. "Quella luna") – 2:43 (Agust D, Ghstloop)
2. Daechwita (대취타?, 大吹打?) – 3:45 (Agust D, El Capitxn)
3. What Do You Think? (어떻게 생각해？?, Eotteoke saenggakhae?LR) – 3:02 (Agust D, El Capitxn, Ghstloop)
4. Strange (feat. RM) (이상하지 않은가?, Isanghaji anh-eun-gaLR; lett. "Non è strano?") – 3:16 (Agust D, El Capitxn, Ghstloop, RM)
5. 28 (feat. Niihwa) (점점 어른이 되나봐?, Jeomjeom eoreun-i doenabwaLR; lett. "Forse sto gradualmente diventando adulto") – 2:13 (Agust D, El Capitxn, Hiss noise)
6. Burn It (feat. Max) – 3:12 (Agust D, Ghstloop, Max)
7. People (사람?, SaramLR) – 3:17 (Agust D, Pdogg)
8. Honsool (혼술?, HonsulLR; lett. "Bere da soli") – 3:39 (Agust D, Pdogg)
9. Interlude: Set Me Free – 2:20 (Agust D, Pdogg)
10. Dear My Friend (feat. Kim Jong-wan) (어땠을까?, Eotteoss-eulkkaLR; lett. "Come sarebbe stato?") – 4:52 (Agust D, Kim Jong-wan, El Capitxn)

## Formazione
Crediti tratti da SoundCloud.
- Agust D – voce principale (tutte le tracce), produzione (tracce 1-2, 6-10), scrittura (tutte le tracce), tastiera (tracce 1-2, 6-9), sintetizzatore (tracce 1-2, 6-8), arrangiamento voci e rap (tracce 1-9), registrazione (tutte le tracce)
- Adora – seconda voce (tracce 1, 5, 7, 9), registrazione (tracce 1, 5, 7, 9)
- El Capitxn – produzione (tracce 2-5, 10), scrittura (tracce 2-5, 10), tastiera (tracce 2-5), sintetizzatore (tracce 2-3), editing digitale (traccia 2)
- Frants – basso (traccia 1), registrazione (tracce 1, 6, 9), chitarra (tracce 6, 9), gang vocal (traccia 10)
- Ghstloop – produzione (tracce 1, 3-4, 6), scrittura (tracce 1, 3-4, 6), tastiera (tracce 1, 3, 6), sintetizzatore (tracce 1, 3-4, 6), editing digitale (tracce 1, 3-4, 6), gang vocal (traccia 10)
- Gu Jong-pil – missaggio (traccia 10)
- Hiss Noise – produzione (traccia 5), scrittura (traccia 5), tastiera (traccia 5), sintetizzatore (traccia 5), editing digitale (tracce 5, 7-10), registrazione (traccia 10), gang vocal (traccia 10)
- Kim Jong-wan – produzione (traccia 10), scrittura (traccia 10), piano (traccia 10), sintetizzatore (traccia 10), chitarra acustica (traccia 10), chitarra elettrica (traccia 10), seconda voce (traccia 10), programmazione batteria (traccia 10), registrazione (traccia 10)
- Jung Woo-young – missaggio (traccia 8), gang vocal (traccia 10)
- Jung Yoo-ra – assistenza al missaggio (traccia 10)
- Kim Ji-yeon – gang vocal (traccia 10)
- Ken Lewis – missaggio (tracce 3-7)
- Max – seconda voce (traccia 6), scrittura (traccia 6)
- Niihwa – seconda voce (traccia 5), registrazione (traccia 5)
- Park Jin-se – missaggio (tracce 1, 9)
- Pdogg – scrittura (tracce 7-9), arrangiamento voci e rap (traccia 1), registrazione (traccia 1), produzione (tracce 7-9), tastiera (tracce 7, 9), sintetizzatore (tracce 7-9)
- Dominik Rivinius – assistenza al missaggio (tracce 3-7)
- RM – seconda voce (traccia 4), scrittura (traccia 4), arrangiamento voci e rap (traccia 4), registrazione (traccia 4)
- Ryan Siegel – registrazione (traccia 6)
- Slow Rabbit – gang vocal (traccia 10)
- Summergal – gang vocal (traccia 10)
- Yang Ga – missaggio (traccia 2)

Campionamenti
- Daechwita contiene un campionamento di Daechwita eseguito dall'orchestra del National Gugak Center.[23]

## Successo commerciale
D-2 ha debuttato alla 7ª posizione della Official Albums Chart britannica grazie a 5.059 unità di vendita, mentre Daechwita è entrato 68º nella classifica dei singoli. In Giappone il mixtape ha fatto il proprio ingresso alla 2ª posizione della classifica Oricon degli album digitali con 2.651 download in due giorni. Negli Stati Uniti ha venduto 14.000 copie durante la prima settimana, entrando in 11ª posizione nella classifica degli album, la più alta fino a quel momento per un solista coreano, mentre tutte le tracce sono apparse nella top 25 della Billboard Digital Song Sales, indicante i brani più venduti nel Paese, con 81.000 download combinati. Daechwita ha inoltre debuttato alla 76ª posizione della classifica generale dei singoli.

## Classifiche
| Classifica (2020) | Posizione massima |
| ----------------- | ----------------- |
| Australia         | 2                 |
| Austria           | 4                 |
| Belgio (Fiandre)  | 12                |
| Belgio (Vallonia) | 15                |
| Canada            | 12                |
| Danimarca         | 32                |
| Estonia           | 1                 |
| Finlandia         | 4                 |
| Francia           | 32                |
| Giappone          | 14                |
| Irlanda           | 10                |
| Italia            | 24                |
| Lituania          | 1                 |
| Norvegia          | 7                 |
| Nuova Zelanda     | 10                |
| Paesi Bassi       | 16                |
| Regno Unito       | 7                 |
| Repubblica Ceca   | 29                |
| Slovacchia        | 18                |
| Spagna            | 16                |
| Stati Uniti       | 11                |
| Svezia            | 19                |
| Svizzera          | 5                 |
| Ungheria          | 9                 |